# Список имён Кришны
Список имён Кришны в индуизме и их значение.
- Анандавардхана — Тот, кто увеличивает блаженство своих преданных.
- Ачала — Непоколебимый.
- Ачьюта — Непогрешимый.
- Банкибихари — Очаровательный шалун.
- Бихари — Шалун.
- Бхуванасундаравара — Наипрекраснейший во всём мире.
- Вамшидхари — Обладатель флейты.
- Враджеш — Повелитель Враджи.
- Враджендранандана — Возлюбленный сын царя Враджи.
- Вриндаванапурандара — Царь лесов Вриндавана.
- Вриндавипинаниваси — Тот, кто пребывает в лесу Вринды.
- Гопиприяджана — Возлюбленный гопи.
- Чакрадхари — обладатель чакры.
- Дамодара — Господь, обвязанный верёвкой за талию.
- Динабандху — Друг страдающих.
- Динанатха — Прибежище обездоленных.
- Дваракадиша — Повелитель Двараки.
- Двараканатха — Господь Двараки.
- Гханашьяма — Тот, чьё тело цвета грозовой тучи.
- Гиридхари — Поднявший холм Говардхану.
- Гопала — Пастушок, защитник коров.
- Гопавриндапала — Защитник мальчиков-пастушков.
- Гопанганачиттавинодана — Тот, кто очаровывает сердца гопи.
- Гопинатха — Повелитель гопи.
- Говинда — Защитник коров; также существуют другие значения.
- Гуруваюраппан — Господь храма Гуруваюр.
- Хари — Тот, кто забирает все страдания и тревоги[1].
- Ишвара — Верховный повелитель.
- Хришикеша — Господин чувств.
- Джаганнатха — Повелитель вселенной.
- Джанардана — Дарующий всем благополучие.
- Кадамбакананарасапараяна — Тот, кто любит проводить раса-лилу под деревьями кадамба.
- Кайтабхашатана — Победитель демона Кайтабху.
- Камсанисудана — Победитель царя Камсы.
- Келипараяна — Всегда погружённый в любовные развлечения.
- Кешава — Длинноволосый, прекрасноволосый.
- Мадхава — Приносящий весну.
- Мадхусудана — Победитель демона Мадху.
- Манасачандрачакора — Луна умов гопи, подобных птице чакора, которые питаются лишь лунным светом.
- Моханавамшивихари — Удивительный игрок на флейте.
- Мукхилан — Тот, чей цвет кожи напоминает грозовую тучу.
- Мукунда — Дающий освобождение из материального мира.
- Муралидхари - держащий флейту Мурали.
- Мурари — Враг демона Мура.
- Нандагопала
- Нандалал — Любимый сын Нанды.
- Никунджарасавиласи — Тот, кто развлекается танцем раса в рощах Вриндавана.
- Пандуранга - Тот, у кого белое тело.
- Парамбрахман — Верховный Брахман.
- Парамешвара — Всевышний Господь.
- Партхасаратхи — Колесничий.
- Патитапавана — Спаситель падших душ.
- Преманикетана — Резервуар любви.
- Путанагхатана — Убивший ведьму Путану.
- Раванантакара — Покончивший с демоном Раваной.
- Радхаваллабха — Возлюбленный Радхи.
- Радхикарамана — Любовник Радхи.
- Рама — Верховный наслаждающийся.
- Ранчодрай — Кришна, отказавшийся сражаться и убежавший в Двараку[2].
- Рупаманохара — Тот, чья форма всепривлекающа.
- Самастагунаганадхама — Обитель всех удивительных качеств.
- Шринанданандана — Сын Нанды.
- Шьямасундара — Прекрасный юноша с телом цвета грозовой тучи.
- Васудева — Сын Васудевы.
- Ядунандана — Сын династии Яду.
- Йогешвара — Повелитель йогов.
- Йогиндравандана — Тот, которому поклоняются лучшие из йогов.
- Ямунадживана — Жизнь реки Ямуны.
- Яшодадулала — Любимый сын матери Яшоды.
- Яшоданандана — Сын Яшоды.

## 108 имён Кришны в гаудия-вайшнавизме
108 имён Кришны в гаудия-вайшнавизме:
1. Ачала — Недвижимый.
2. Ачьюта — Непогрешимый.
3. Адбхута — Чудесный.
4. Адидева — Бог богов.
5. Адитья — Сын Адити.
6. Аджанма — Безграничный, Бесконечный.
7. Аджая — Покоритель жизни и смерти.
8. Акшара — Неразрушимый.
9. Амрита — Бессмертный.
10. Анандасагара — Милостивый.
11. Ананта — Бесконечный.
12. Анантаджит — Всегдапобеждающий.
13. Аная — Тот, над кем никто не властвует.
14. Анируддха — Не имеющий преград.
15. Апараджит — Тот, которого невозможно победить.
16. Авьюкта — Прозрачный как кристалл.
17. Балагопала — Всепривлекающий малыш.
18. Чатурбхуджа — Четырёхрукий.
19. Данавендра — Дарующий блага.
20. Даялу — Источник милости.
21. Даянидхи — Всемилостивый.
22. Девадидева — Бог богов.
23. Девакинандана — Сын Деваки.
24. Девеша — Господь богов.
25. Дхармадхьякша — Повелитель дхармы.
26. Дравина — Не имеющий врагов.
27. Дваракапати — Господин Двараки.
28. Гопала — Играющий с пастушка́ми.
29. Гопалаприя — Любимец пастухов.
30. Говинда — Приносящий счастье коровам, земле и всему творению.
31. Гьянешвара — Господин знания.
32. Хари — Уносящий грехи.
33. Хираньягарбха — Золотой источник всего Мироздания.
34. Хришикеша — Господин чувств.
35. Джагатгуру — Духовный учитель всей вселенной.
36. Джагадиша — Повелитель вселенной.
37. Джаганнатха — Господь вселенной.
38. Джанардхана — Дарующий всем блага.
39. Джаянта — Покоритель всех врагов.
40. Джьотирадитья — Ослепительный, как сияние солнца.
41. Камаланатха — Повелитель Лакшми.
42. Камаланаяна — Лотосоокий.
43. Камсантака — Победитель Камсы.
44. Канджалочана — Лотосоокий.
45. Кешава — Тот, у кого длинные, вьющиеся волосы.
46. Кришна — Всепривлекающий.
47. Лакшмикантам — Господь богини Лакшми.
48. Локадхьякша — Повелитель трёх миров.
49. Мадана — Господь любви.
50. Мадхава — Супруг богини процветания, приносящий весну.
51. Мадхусудана — Победитель демона Мадху.
52. Махендра — Господь Индры.
53. Манмохана — Очаровывающий ум.
54. Манохара — Прекрасный.
55. Маюра — Господь, чья грудь украшена перьями павлинов.
56. Мохана — Всепривлекающий.
57. Мурали — Играющий на флейте.
58. Муралидхара — Держащий в руках флейту.
59. Муралиманохара — Играющий на флейте.
60. Нандакумара — Сын Нанды.
61. Нандагопала — Сын Нанды.
62. Нараяна — Прибежище для всех.
63. Наванитхачора — Масленный вор (воришка масла).
64. Ниранджана — Безупречный, непорочный.
65. Ниргуна — Не обладающий материальными качествами.
66. Падмахаста — Лотосорукий.
67. Падманабха — Господь, чей живот имеет форму лотоса.
68. Парабрахмана — Верховная абсолютная истина.
69. Параматма — Сверхдуша, повелитель всех живых существ.
70. Парампуруша — Верховная личность.
71. Партха-Саратхи — Колесничий Партхи.
72. Праджапати — Прародитель всех творений во вселенной.
73. Пунья — Абсолютно чистый.
74. Пурушоттама — Верховная душа.
75. Равилочана — Тот, чьи глаза подобны солнцу.
76. Сахасра-акаша — Тысячеглазый.
77. Сахасраджит — Побеждающий тысячи.
78. Сакши — Свидетель всего.
79. Санатана — Вечный.
80. Сарваджана — Всезнающий.
81. Сарвапалака — Защитник всех.
82. Сарвешвара — Повелитель всех богов.
83. Сатьявачана — Говорящий только правду.
84. Сатьяврата — Посвятивший себя правде.
85. Шанта — Умиротворённый.
86. Шрешта — Самый прославленный.
87. Шриканта — Прекрасный.
88. Шьяма — Темнокожий.
89. Шьямасундара — Прекрасный Господь, чья кожа цвета грозовой тучи.
90. Сударшана — Дарующий благо.
91. Сумедха — Умный.
92. Сурешама — Господин всех полубогов.
93. Сваргапати — Повелитель небесных планет.
94. Тривикрама — Завоеватель всех трёх миров.
95. Упендра — Брат Индры.
96. Вайкунтханатха — Повелитель Вайкунтхи.
97. Вардхамана — Господь, не имеющий формы.
98. Васудева — Вездесущий.
99. Вишну — Всеторжествующий.
100. Вишвадакшина — Умелый.
101. Вишвакарма — Создатель вселенной.
102. Вишвамурти — Форма всей вселенной.
103. Вишварупа — Показавший Свою вселенскую форму
104. Вишватма — Душа вселенной.
105. Вришапарва — Повелитель дхармы.
106. Ядавендра — Царь клана Ядавов.
107. Йоги — Верховный учитель.
108. Йогинампати — Повелитель йогов.